# Propebela alitakensis
Propebela alitakensis är en snäckart som först beskrevs av Dall 1919.  Propebela alitakensis ingår i släktet Propebela och familjen kägelsnäckor. Inga underarter finns listade i Catalogue of Life.